# Liam Scarlett
Liam Scarlett (Ipswich, 8 april 1986 - aldaar, 16 april 2021) was een Brits choreograaf die als artist in residence verbonden was aan het Royal Ballet alsook als artistiek medewerker voor het Australische Queensland Ballet actief was. Hij choreografeerde ook nieuw werk voor Ballet Black, het Miami City Ballet, het Nationale ballet van Noorwegen, Ballet Boyz, het English National Ballet, San Francisco Ballet, het American Ballet Theatre, het koninklijke Nieuw-Zeelandse Ballet, het Poolse nationale Ballet en de Royal Ballet School .

## Jeugd
Liam Scarlett werd geboren op 8 april 1986 in Ipswich en begon op vierjarige leeftijd met dansen. Hij volgde een opleiding aan de Linda Shipton School of Dancing, waarna hij op achtjarige leeftijd op de school van het Britse Royal Ballet terechtkwam.

## Choreograaf
Scarlett was al jong vermaard als choreograaf en in 2010 werd zijn ballet Asphodel Meadows uitgevoerd op het hoofdpodium van het Royal Opera House in Covent Garden. Dit ballet was een werk voor 20 dansers op Poulencs Concerto voor Twee Pianos. Dit werd in 2008 gemaakt in opdracht van de toenmalige directeur van het Royal Ballet, Monica Mason, die Scarlett niet alleen als danser zag, maar ook zijn choreografische vaardigheden wilde ontwikkelen.
Scarlett is de jongste choreograaf die een avondvullend ballet heeft gemaakt in opdracht van het Royal Ballet.
In november 2012, Scarlett was toen 26, gaf hij zijn danscarrière als premier danseur bij The Royal Ballet op, om onder de titel artist in residence, een post die speciaal voor hem werd gecreëerd, verder te gaan als choreograaf.

## Carrière en dood
In augustus 2019 werd Scarlett geschorst door het Royal Ballet na beschuldigingen van seksueel wangedrag tegen zijn studenten. Een onderzoek vond geen bewijs om de beschuldigingen te staven en er werd geen strafrechtelijke vervolging tegen hem ingesteld. In maart 2020 kondigde het Royal Opera House aan dat de positie van Scarlett bij het Royal Ballet was beëindigd.
Een dag voor hij stierf had het Deense koninklijke ballet de uitvoering van zijn ballet Frankenstein geannuleerd wegens beschuldigingen van onaanvaardbaar gedrag in 2018 en 2019.
Scarlett stierf in Ipswich op 16 april 2021, op 35-jarige leeftijd.. Scarlett stierf in een ziekenhuis aan de gevolgen van een zelfmoordpoging. Er werd door zijn collega's Dmitri Tcherniakov en Alexei Ratmansky een verband gelegd tussen zijn zelfmoord en de effecten van cancelcultuur.

## Werken
Alles voor het Royal Ballet, tenzij anders vermeld:
- Few Things Are (2005)
- Despite (2006)
- Vayamos al Diablo (2006)
- Hinterland (2006) (Ballet Black)
- Indigo Children (2007) (Ballet Black)
- Somente (2007/8)
- Of Mozart (2008)
- Consolations and Liebestraum (2009)
- Asphodel Meadows (2010)
- Viscera (2012) (Miami City Ballet)
- Sweet Violets (2012)
- Diana and Acteon in Metamorphosis: Titian (2012)
- Euphotic (2013) (Miami City Ballet)
- Hansel and Gretel (2013)
- Promenade Sentimentale (2013) (K-Ballet)
- Serpent (2013) (BalletBoyz: The Talent)
- Firebird (2013) (Nasjonalballetten, het Noorse nationale ballet)
- Vespertine (2013) (Nasjonalballetten, het Noorse nationale ballet)
- The Age of Anxiety (2014)
- Hummingbird (2014) (San Francisco Ballet)
- No Man's Land (2014) (English National Ballet)
- Acheron (2014) (New York City Ballet)
- With a Chance of Rain (2014) (American Ballet Theatre)
- A Midsummer Night's Dream (2015) (Royal New Zealand Ballet en Queensland Ballet)
- Carmen (2015) (Nasjonalballetten, het Noorse nationale ballet)
- Frankenstein (2016)
- Symphonic Dances (2017)
- Queen of Spades (2018) (Den Kongelige Ballet, het Deense koninklijke ballet)
- Swan Lake (2018)
- Chopin’s Concerto in E minor (2018) (Poolse nationale ballet)
- Dangerous Liaisons (2019) (Queensland Ballet and Texas Ballet Theater)
- Die Toteninsel (2019) (San Francisco Ballet)
- Wottaperviam (2019)

## Onderscheidingen
- Kenneth MacMillan Choreographic Award (2001)
- Ursula Moreton Choreographic Award (2003 en 2004)
- De Valois Trust Fund Choreographers 'Award (2005)[19]